# مویزس گائوچو
مویزس گائوچو (انگلیسی: Moisés Gaúcho؛ زادهٔ ۲۴ سپتامبر ۱۹۹۴) بازیکن فوتبال اهل برزیل است.
از باشگاه‌هایی که در آن بازی کرده‌است می‌توان به باشگاه فوتبال گرمیو اشاره کرد.